# Barra do Piraí
Barra do Piraí es un municipio brasileño del estado de Río de Janeiro. Se localiza a una latitud 22º28'12" sur y una longitud 43º49'32" oeste, estando a una altitud de 363 metros. Su población estimada en 2008 era de 102.487 habitantes.

## Datos Geográficos
Posee un área de 582,1 km². Se localiza en el centro de la región Sur Fluminense, a una distancia de la ciudad de Río de Janeiro de aproximadamente 100 km, y hace frontera con los municipios de Valença, Vassouras, Mendes, Piraí, Pinheiral, Volta Redonda y Barra Mansa.
Barra do Piraí está compuesta de 6 distritos:
Barra do Piraí (sede), Ipiabas, Vargem Alegre, Dorândia, São José do Turvo, Califórnia da Barra.
El nombre del municipio es debe al hecho de que el río Piraí desemboca en el río Paraíba del Sur.

## Historia
Fue la primera ciudad emancipada en el régimen republicano. Su emancipación se dio el 10 de marzo de 1890 y su emancipador fue José Pereira de Faro, el Tercero Barón del Río Bonito.

## Economía
Las principales actividades económicas son la agricultura, la industria metal-mecánica y la ganadería.
El municipio posee actualmente 303 industrias y 2.621 empresas instaladas, de entre las cuales destaca la Casa del Arroz como mayor empleador de salario mínimo de la ciudad. La economía de la ciudad se basa también en el comercio, donde existen varias empresas de renombre nacional como: Casas Bahia, Punto Frío, Comercios Cien.
En las décadas de los 70 y 80, Barra do Piraí vivió momentos áureos en su economía con el crecimiento de la industria alimenticia (Belprato).

## Turismo
Barra do Piraí forma parte de la región Valle del Ciclo del Café. 
Tiene como principales eventos:
- Circuito de Otoño: Café, Ron y Chorinho;
- Festival Valle del Café;
- Exposición Agropecuaria de Barra do Piraí.